# Махджур Ширвани
Махджур Ширвани (азерб. Məhcur Şirvani; род. Шемахы, Ширванское ханство, XVIII век) — азербайджанский поэт второй половины XVIII века.

## Биография
Родился и прожил большую часть жизни в городе Шемахы.

## Творчество
Во многих книгах, составленных в  XVIII—XIX веках содержатся десятки газелей, мухаммасов и стихов поэта. Также Фиридун-бек Кочарли напечатал его стихотворный рассказ «Gəl, vəqtidir». 
В литературоведении существует мнение о том, что за авторством поэмы «Гиссейи-Ширзад» стоит Махджур Ширвани. В «Гиссейи-Ширзад», написанном в назидательной и дидактической форме, воспевались верность и мужество. Сильное присутствие сказочно-эпических элементов свидетельствует о том, что на поэта оказал влияние фольклор. 
Некоторые рукописи произведений Махджура Ширвани хранятся в Институте рукописей Академии наук Азербайджана.